# Paul Naschy
Paul Naschy (eg. Jacinto Molina Álvarez), född 6 september 1934 i Madrid, död där 30 november 2009, var en spansk skådespelare, manusförfattare och regissör. Naschy är känd för sin medverkan i skräckfilmer. 
Naschy hade ett förflutet som tyngdlyftare. Ett av hans första filmjobb var som statist i Konungarnas konung (1961). Han spelade karaktären Waldemar Daninsky i en rad filmer, med början i Varulvens blodiga natt (La Marca del Hombre Lobo, 1968), som han också skrev manus till.
1997 utgavs hans självbiografi, Memorias de un Hombre Lobo (på engelska Memoirs of a Wolfman 2000). Senare i karriären syntes han bland annat i Brian Yuznas Rottweiler och Fred Olen Rays Tomb of the Werewolf (båda 2004). Han hade också filmat en del material för filmer som släpptes efter hans död. Han dog av cancer 30 november 2009.